# Peter Schmid (Politiker, 1941)

Peter Schmid (1990)

Peter Schmid (* 28. September 1941 in Rüti bei Büren) ist ein Schweizer Politiker (SVP). Von 1979 bis 1998 gehörte er dem Regierungsrat des Kantons Bern an.

## Leben und Wirken
Der Sohn eines Lehrers besuchte die Schulen in Rüti und Solothurn. Er absolvierte die Matura Typus A an der Kantonsschule Solothurn. Danach studierte er Rechtswissenschaften an der Universität Bern und schloss mit dem Lizentiat ab. 1967 erlangte er das bernische Fürsprecherpatent.
Als Generalsekretär der damaligen Bauern-, Gewerbe- und Bürgerpartei (BGB) war Peter Schmid 1971 eine treibende Kraft bei der Gründung der Schweizerischen Volkspartei (SVP) durch Zusammenschluss der BGB mit den Demokratischen Parteien der Kantone Glarus und Graubünden. Danach wirkte er als Sekretär der SVP Schweiz und der SVP des Kantons Bern. Von 1971 bis 1978 gehörte er dem Gemeinderat seiner Wohngemeinde Münchenbuchsee an. 1974 wurde er in den Grossen Rat des Kantons Bern gewählt und 1979 in den Regierungsrat, aus welchem er 1998 als amtsältestes Mitglied zurücktrat. Er galt wiederholt als möglicher Kandidat für den Bundesrat.

### Tätigkeit als Regierungsrat
Peter Schmid leitete von 1979 bis 1990 die Justizdirektion des Kantons Bern, von 1986 bis 1990 auch die damalige Gemeindedirektion. Ab 1990 war er Vorsteher der Erziehungsdirektion. Er gilt als massgebender Wegbereiter bei der Totalrevision der Verfassung des Kantons Bern und vollzog die Gesamtrevision der bernischen Bildungsgesetzgebung, die 1985 vom Grossen Rat eingeleitet worden war. Von 1993 bis 1998 war er Präsident der Schweizerischen Konferenz der kantonalen Erziehungsdirektoren.
2008 wechselte Peter Schmid im Gegensatz zu seinem jüngeren Bruder, dem damaligen Bundesrat Samuel Schmid, nicht von der SVP zur BDP.